# Jason Jordan
Nathan Everhart (sinh ngày 28/9/1988) là một đô vật chuyên nghiệp và từng là đô vật nghiệp dư. Anh ký hợp đồng với WWE SmackDown dưới cái tên Jason Jordan và là một phần của nhóm American Alpha cùng với Chad Gable, nơi họ là cựu Nhà vô địch Đồng đội SmackDown (là lần giữ đai đầu tiên của họ).